# The Coleopterist
The Coleopterist — британский научный журнал, посвящённый проблемам колеоптерологии и всестороннему исследованию жуков. Основан в 1992 году.

## История
Основан в 1992 году в Великобритании как продолжение ранее существовавшего журнала Coleopterist’s Newsletter (основан в 1980 году).
Журнал The Coleopterist издаётся 3 раза в год (март/апрель, июль/август и ноябрь/декабрь). Каждый номер включает научные статьи, короткие заметки, обзоры книг и другие публикации в формате A5.
В 2011 году вышел Том 20 (Vol. 20).

## Редакция
- Prof. M. G. Morris (Главный редактор), A. J. W. Allen (редактор),
- Dr R. G. Booth (Секретарь)
- Dr R. C. Welch, C. Johnson, H. Mendel, Dr K. N. A. Alexander, M. J. Collier, P. J. Hodge (Hon. Treasurer), Dr R. S. Key, Dr D. A. Lott

Адрес редакции:
- 56 Windsor Way, Alderholt, Fordingbridge, Hampshire SP6 3BN.

Издатель и подписка:
- 8 Harvard Road, Ringmer, Lewes, East Sussex BN8 5HJ.